# 伊丹敬之
伊丹 敬之（いたみ ひろゆき、1945年3月16日 - ）は、日本の経営学者。一橋大学名誉教授、国際大学前学長、組織学会元会長。経営学分野初の文化功労者。

## 概要
愛知県豊橋市生まれ。愛知県立時習館高等学校を経て、一橋大学商学部で宮川公男、今井賢一らの指導を受けた。カーネギーメロン大学経営大学院博士課程修了、経営学博士。スタンフォード大学経営大学院客員准教授、一橋大学商学部教授、INSEAD客員教授、ザンクトガレン大学客員教授等を歴任し、日本の経営学界において、日本企業の実証研究を第一世代として行った。東芝取締役、JFEホールィングス監査役、商船三井監査役等も務めた。紫綬褒章受章。日経・経済図書文化賞等受賞。ヴロツワフ経済大学名誉博士。指導学生に三品和広、伊藤秀史、鷲田祐一、田中一弘、軽部大、藤原雅俊など。経営学分野初の文化功労者。

## 年表
- 1963年 - 愛知県立時習館高等学校卒業
- 1967年 - 一橋大学商学部卒業
- 1969年 - 一橋大学商学研究科修士課程修了（宮川公男ゼミ[8]）
- 1972年 - カーネギーメロン大学経営大学院博士課程修了、Ph.D.取得
- 1973年 - 一橋大学商学部専任講師
- 1975年 - スタンフォード大学経営大学院客員助教授
- 1977年 - 一橋大学商学部助教授
- 1982年 - スタンフォード大学経営大学院客員准教授
- 1985年 - 一橋大学商学部教授（1994年から1996年まで学部長）
- 1996年 - INSEAD客員教授
- 1997年 - スイス・ザンクトガレン大学客員教授
- 1999年 - 北陸先端科学技術大学院大学知識科学研究科教授併任（2002年まで）
- 2000年 - 一橋大学大学院商学研究科教授
- 2002年 - 組織学会会長、三菱レイヨン株式会社経営諮問会議メンバー[9]
- 2004年 - 一橋大学21世紀COEプログラム日本企業研究センター長
- 2008年4月1日 - 東京理科大学専門職大学院総合科学技術経営研究科長・教授、一橋大学名誉教授
- 2010年 - JFEホールディングス監査役
- 2011年 - 東京理科大学大学院イノベーション研究科長・教授、株式会社商船三井監査役
- 2012年 - 東芝取締役・指名委員会委員・報酬委員会委員
- 2015年 - 東芝経営刷新委員会委員長
- 2017年 - 国際大学学長[10]（2023年8月まで）

## 社会的活動
- 2009年講書始の儀進講者
- 文化庁文化審議会委員
  - 同 文化功労者選考分科会委員
- 経済産業研究所ファカルティフェロー、慶應義塾大学客員教授、東京理科大学客員教授、日本航空の経営改善のための有識者会議委員、中部電力アドバイザリーボード委員、三菱レイヨン経営諮問会議委員、中小企業政策審議会委員、大学設置審議会委員、経済審議会委員、繊維産業審議会委員、産業構造審議会臨時委員、財団法人松下国際財団評議員、社団法人地域経済総合研究所評議員、特定非営利活動法人国際連合世界食糧計画WFP協会顧問、ICT国際競争力懇談会委員、文化庁文化審議会委員、経済産業省水ビジネス国際展開研究会座長[11]、内閣IT戦略本部有識者本部員[12]、IT戦略の今後の在り方に関する専門調査会委員[13]等も務める。

## 受賞
- 1978年、日経・経済図書文化賞
- 1981年、日本経営協会経営科学文献賞：経営戦略の論理
- 1982年、日経・経済図書文化賞：日本企業の多角化戦略（共著）
- 2002年、日本公認会計士協会中山MSC基金賞
- 2005年、紫綬褒章[14]
- 2010年、ヴロツワフ経済大学名誉博士 [15]
- 2023年、文化功労者[16]

## 著書
1980年代
- 『経営戦略の論理』日本経済新聞社、1980年10月。
- 『日本的経営論を超えて 企業経営力の日米比較』東洋経済新報社〈新書〉、1982年8月。
- 『新・経営戦略の論理 見えざる資産のダイナミズム』日本経済新聞社、1984年10月。
- 『マネジメント・コントロールの理論』岩波書店、1986年3月。
- 『人本主義企業 変わる経営変わらぬ原理』筑摩書房、1987年12月。のち学芸文庫、日経ビジネス人文庫
- 『マネジメント・ファイル 1988』筑摩書房、1987年12月。
- 『マネジメント・ファイル 1989』筑摩書房、1989年1月。

1990年代
- 『ポーランドからの手紙 1989 Poland moving forward』筑摩書房、1990年3月。
- 『マネジメント・ファイル 1990』筑摩書房、1990年7月。
- 『グローカル・マネジメント 地球時代の日本企業』NHK出版、1991年5月。
- 『マネジメント・ファイル 1993』NTT出版、1993年5月。
- 『日本産業三つの波』NTT出版、1998年7月。
- 『場のマネジメント 経営の新パラダイム』NTT出版、1999年1月。

2000年代
- 『経営の未来を見誤るな デジタル人本主義への道』日本経済新聞社、2000年2月。「デジタル人本主義への道」日経ビジネス人文庫
- 『日本型コーポレートガバナンス 従業員主権企業の論理と改革』日本経済新聞社、2000年12月。
- 『創造的論文の書き方』有斐閣、2001年12月。
- 『経営と国境』白桃書房、2004年。ISBN 9784561223986。
- 『場の論理とマネジメント』東洋経済新報社、2005年12月。
- 『よき経営者の姿』日本経済新聞出版社、2007年1月。
- 『経営を見る眼 日々の仕事の意味を知るための経営入門』東洋経済新報社、2007年7月。
- 『経営の力学 決断のための実感経営論』東洋経済新報社、2008年11月。
- 『イノベーションを興す』日本経済新聞出版社、2009年12月。

2010年代
- 『エセ理詰め経営の嘘』日本経済新聞出版社、2010年3月。
- 『本田宗一郎』ミネルヴァ書房〈日本評伝選〉、2010年。
- 『人間の達人 本田宗一郎』PHP研究所、2012年6月。
- 『日本企業は何で食っていくのか』日本経済新聞出版社〈日経プレミアシリーズ〉、2013年5月。
- 『孫子に経営を読む』日本経済新聞出版社、2014年7月。
  - 『孫子に経営を読む』日経BP日本経済新聞出版本部〈日経ビジネス人文庫〉、2021年8月。ISBN 978-4-532-24009-7。
- 『先生、イノベーションって何ですか?』PHP研究所、2015年5月。
- 『高度成長を引きずり出した男 サラリーマン社長・西山彌太郎の夢と決断』PHP研究所、2015年10月。
- 『経済を見る眼』東洋経済新報社、2017年1月。
- 『難題が飛び込む男 土光敏夫』日本経済新聞出版社、2017年8月。
- 『なぜ戦略の落とし穴にはまるのか』日本経済新聞出版社、2018年1月。
- 『平成の経営』日本経済新聞出版社、2019年1月。

2020年代
- 『直感で発想 論理で検証 哲学で跳躍 経営の知的思考』東洋経済新報社、2020年6月。ISBN 978-4-492-31530-9。
- 『日本企業の復活力 コロナショックを超えて』文藝春秋〈文春新書〉、2021年1月。ISBN 978-4-16-661296-3。
- 『中二階の原理　日本を支える社会システム』日経BP、2022年8月。ISBN 978-4-29-611495-5
- 『経営学とはなにか』日経BP、2023年5月。ISBN 978-4-29-611805-2
- 『漂流する日本企業　歴史から現在・未来を読み解く　経営50年史』東洋経済新報社、2023年12月。ISBN 978-4-49-250349-2

## 共編著
- 日本企業の多角化戦略―経営資源アプローチ（吉原英樹,加護野忠男,佐久間昭光共著）日本経済新聞社出版局 1981年
- 企業の経済学（青木昌彦共著）（岩波書店・1985年3月）
- 技術開発の国際戦略 イノベーションと経営の新展開（斎藤優共編著）東洋経済新報社・1986年11月
- 逆転のダイナミズム 日米半導体産業の比較研究 伊丹研究室共著 エヌ・ティ・ティ出版 1988.7
- 日本のVTR産業なぜ世界を制覇できたのか 伊丹研究室共編著 NTT出版 1989.6
- ゼミナール経営学入門（加護野忠男共著）（日本経済新聞社・1989年3月）
- 円が揺れる企業は動く プラザ合意から円高景気まで 伊丹研究室共著 NTT出版 1990.6
- 日本の造船業-世界の王座をいつまで守れるか 伊丹研究室共編著 NTT出版 1992.7
- 日本の化学産業なぜ世界に立ち遅れたのか 伊丹研究室共編著 NTT出版 1992.3
- 日本の銀行業ほんとうに発展したのか 伊丹研究室共編著 NTT出版 1993.10
- 日本の自動車産業なぜ急ブレーキがかかったのか 伊丹研究室共編著 NTT出版 1994.12
- なぜ「三つの逆転」は起こったか 日本の半導体産業 伊丹研究室共編著 NTT出版 1995.9
- 日本のコンピュータ産業なぜ伸び悩んでいるのか 伊丹研究室共編著 NTT出版 1996.9
- 日本の鉄鋼業なぜ,いまも世界一なのか 伊丹研究室共編著 NTT出版 1997.12
- 産業集積の本質 柔軟な分業・集積の条件（松島茂,橘川武郎共編）有斐閣・1998年9月
- 当たり前にやれば勝てる、日本の会社 起ちあがれ、中堅サラリーマン　中堅サラリーマン共著（東洋経済新報社・1999年6月）
- 場のダイナミズムと企業　西口敏宏,野中郁次郎共編著（東洋経済新報社・2000年1月）
- まずは社長がやめなさい（丹羽宇一郎共著）（四谷ラウンド・2001年3月、文春文庫・2005年9月）
- 日本の繊維産業なぜ、これほど弱くなってしまったのか 伊丹研究室共編著 NTT出版 2001.4
- 情報化はなぜ遅れたか 日本企業の戦略と行動 伊丹研究室共編著 NTT出版 2001.10
- 失われなかった10年（伊丹雄二郎共著）（NTT出版・2002年6月）
- 企業戦略白書I-7 日本企業の戦略分析（一橋MBA戦略ワークショップ共著）（東洋経済新報社・2002-2008）
- 「環境」と「高齢化」の産業化 日本企業の戦略と行動 伊丹研究室共編著 NTT出版 2003.10
- ケースブック 経営戦略の論理（西野和美共編著）日本経済新聞社・2004年4月）
- 空洞化はまだ起きていない 日本企業の戦略と行動 伊丹研究室共編著 NTT出版 2004.6
- 見えざる資産の戦略と論理（軽部大共編著）日本経済新聞社・2004年11月）
- 技術者のためのマネジメント入門 生きたMOTのすべて 森健一共編 日本経済新聞社 2006.10
- 日米企業の利益率格差 編著 有斐閣 2006.11
- 松下電器の経営改革 加藤俊彦,田中一弘,中野誠共著 有斐閣 2007年
- MOTの達人 現場から技術経営を語る 森健一,鶴島克明共著　日本経済新聞出版社 2007.11
- 「日本の経営」を創る 社員を熱くする戦略と組織 三枝匡共著 日本経済新聞出版社 2008.11
- 日本の技術経営に異議あり 現場からの告発 東京理科大学MOT研究会共編著 日本経済新聞出版社 2009.11
- 技術経営の常識のウソ 東京理科大学MOT研究会共編著 日本経済新聞出版社　2010.12
- いまこそ出番　日本型技術経営 現場の知恵は企業の宝 東京理科大学MOT研究会共編著 日本経済新聞出版社 2011.11
- 不常識の経営が日本を救う 東京理科大学MOT研究会共編著 日本経済新聞出版社 2012.12
- 日本型ビジネスモデルの中国展開　編著 有斐閣　2013.10
- 技術を武器にする経営 日本企業に必要なＭＯＴとは何か  （宮永博史共著）  日本経済新聞出版社 2014.3
- 教科書を超えた技術経営 東京理科大学MOT研究会共編著 日本経済新聞出版社 2015.4
- 現場が動き出す会計 ―人はなぜ測定されると行動を変えるのか （青木康晴共著） 日本経済新聞出版 2016.3
- サービスイノベーションの海外展開 （高橋克徳,西野和美,藤原雅俊,岸本太一共著） 東洋経済新報社 2017.9

## 一橋大学伊丹研究室
一橋大学伊丹敬之ゼミナールでは4年次に共同研究を行い、その結果をNTT出版から商業出版するというユニークな試みを1988年～2004年まで行っていた。
研究結果（伊丹敬之・伊丹研究室著として出版されている）
- 逆転のダイナミズム 日米半導体産業の比較研究（NTT出版・1988年7月）
- 日本のVTR産業 なぜ世界を制覇できたのか（NTT出版・1989年6月）
- 円が揺れる 企業は動く プラザ合意から円高景気まで（NTT出版・1990年6月）
- 日本の化学産業 なぜ世界に立ち遅れたのか（NTT出版・1991年6月）
- 日本の造船業 世界の王座をいつまで守れるか（NTT出版・1992年7月）
- 日本の銀行業 ほんとうに発展したのか（NTT出版・1993年10月）
- 日本の自動車産業 なぜ、急ブレーキがかかったのか（NTT出版・1994年12月）
- なぜ「三つの逆転」は起こったか 日本の半導体産業（NTT出版・1995年9月）
- 日本のコンピューター産業 なぜ伸び悩んでいるのか（NTT出版・1996年9月）
- 日本の鉄鋼業 なぜ、いまも世界一なのか（NTT出版・1997年12月）
- 日本産業 三つの波（共著）（NTT出版・1998年7月）→この本は過去10年間の研究結果を元に書かれている。
- 日本の繊維産業 なぜ、これほど弱くなってしまったのか（NTT出版・2001年4月）
- 日本企業の戦略と行動 なぜ情報化は遅れたか（NTT出版・2001年10月）
- 日本企業の戦略と行動 「環境」と「高齢化」の産業化（NTT出版・2003年10月）
- 日本企業の戦略と行動 「空洞化はまだ起きていない」（NTT出版・2004年6月）